# Tipula (Lunatipula) pallidicornis
Tipula (Lunatipula) pallidicornis is een tweevleugelige uit de familie langpootmuggen (Tipulidae). De soort komt voor in het Palearctisch gebied.